# Velký Kočmes
Velký Kočmes (rusky Большой Кочмес) je řeka v Republice Komi v Rusku. Je dlouhá 198 km. Plocha povodí měří 1890 km².

## Průběh toku
Pramení uprostřed bažin u úpatí Polárního Uralu. Její tok je velmi členitý. Ústí zprava do Usy (povodí Pečory).

## Vodní režim
Zdroj vody je smíšený.